# 1954 في تركيا
فيما يلي قوائم الأحداث التي وقعت خلال عام 1954 في تركيا.

## سياسة

### تعيين في المنصب
- 1 يناير – فطين رشدي زورلو عضو في البرلمان التركي.

## مواليد

### يناير
- 1 يناير – عدنان يلماز
- 1 يناير – مراد قرايلان سياسي تركي.
- 1 يناير – نور سورر ممثلة تركية.

### فبراير
- 26 فبراير – رجب طيب أردوغان الرئيس الثاني عشر لتركيا منذ 2014.

### أبريل
- 11 أبريل – ايلهان فؤاد اق يلدز

### يونيو
- 5 يونيو – خلوق بيلغينار ممثل تركي.

### يوليو
- 13 يوليو – سيزين آكسو

### أغسطس
- 7 أغسطس – ملك بايكال ممثلة تركية.

### سبتمبر
- 15 سبتمبر – هرانت دينك صحفي تركي.

### أكتوبر
- 23 أكتوبر – صالح كابسز سياسي تركي.

## وفيات

### يناير
- 1 يناير – مصطفى صبري (مواليد 1869)

### مايو
- 11 مايو – سعيد فائق عباسي (مواليد 1906) كاتب قصص وروائي وشاعر تركي.

### يونيو
- 4 يونيو – أحمد نهاد (مواليد 1883)